# Consolida aconiti
Consolida aconiti är en ranunkelväxtart som först beskrevs av Carl von Linné, och fick sitt nu gällande namn av Lindley. Consolida aconiti ingår i släktet åkerriddarsporrar, och familjen ranunkelväxter. Inga underarter finns listade i Catalogue of Life.